# Zhenxiang (köpinghuvudort i Kina, Heilongjiang Sheng, lat 46,99, long 125,79)
Zhenxiang (kinesiska: 祯祥, 祯祥镇) är en köpinghuvudort i Kina. Den ligger i provinsen Heilongjiang, i den nordöstra delen av landet, omkring 150 kilometer nordväst om provinshuvudstaden Harbin. Antalet invånare är 40 315. Befolkningen består av 19 388 kvinnor och 20 927 män. Barn under 15 år utgör 11,0 %, vuxna 15-64 år 81 %, och äldre över 65 år 7,0 %.
Runt Zhenxiang är det ganska tätbefolkat, med 155 invånare per kvadratkilometer. Zhenxiang är det största samhället i trakten. Trakten runt Zhenxiang består till största delen av jordbruksmark.
Genomsnittlig årsnederbörd är 762 millimeter. Den regnigaste månaden är juli, med i genomsnitt 231 mm nederbörd, och den torraste är januari, med 5 mm nederbörd.